# Quem Era Eu
Quem Era Eu é o sexto álbum de estúdio de Irmão Lázaro gravado em Feira de Santana, Bahia, sendo produzido pelo próprio cantor e Levi Miranda, com distribuição e divulgação pela Sony Music, sendo sua primeira relação com a gravadora. Em conjunto ao álbum em CD, foi lançado também um livro autobiográfico de título homônimo do álbum pelo cantor, contando detalhes de sua vida, testemunho e fé, o que o fez reconhecido pelo país. O álbum, apesar de ser gravado em estúdio, contém uma sonoridade como se a pessoa que ouve estivesse ouvindo um álbum ao vivo, algo que simule Testemunho e Louvor, seu trabalho que, de fato é ao vivo e é responsável pelo reconhecimento do artista. 
Em 2014, foi certificado com disco de ouro pela Associação Brasileira dos Produtores de Discos (ABPD), por 200 mil cópias vendidas, sendo inclusive homenageado no Programa Raul Gil, no SBT.

## Faixas
| N.º            | Título                                               | Compositor(es) | Duração |  |
| 1.             | "Quem Era Eu"                                        | Irmão Lázaro   | 5:11    |  |
| 2.             | "O Caminho"                                          | Irmão Lázaro   | 4:27    |  |
| 3.             | "Vou pra Jerusalém"                                  | Irmão Lázaro   | 4:53    |  |
| 4.             | "Corrente de Águas"                                  | Irmão Lázaro   | 4:44    |  |
| 5.             | "Deus Me Tocou"                                      | Irmão Lázaro   | 3:40    |  |
| 6.             | "Sou Mais Que Vencedor" (participação de Rose Souza) | Irmão Lázaro   | 5:01    |  |
| 7.             | "Vento da Paz"                                       | Irmão Lázaro   | 3:58    |  |
| 8.             | "Cansei Dessa Vida Louca"                            | Irmão Lázaro   | 5:08    |  |
| 9.             | "Mensagem"                                           | Espontâneo     | 7:45    |  |
| 10.            | "Dá-me Mais Graça"                                   | Irmão Lázaro   | 4:42    |  |
| 11.            | "Quem Dera"                                          | Irmão Lázaro   | 4:47    |  |
| 12.            | "Receba a Bênção"                                    | Irmão Lázaro   | 4:24    |  |
| Duração total: | Duração total:                                       | Duração total: | 59:19   |  |

## Clipes
| Música          | Lançamento            |
| --------------- | --------------------- |
| Quem Era Eu     | 15 de outubro de 2012 |
| O Caminho       | 22 de agosto de 2012  |
| Receba a Bênção | 5 de abril de 2013    |